# Elitserien i volleyboll för damer 1990/1991
Elitserien 1990/1991 i volleyboll för damer var den 30:e upplagan av tävlingen och hade åtta deltagande lag. Sollentuna VK blev svenska mästare för 16:e gången efter att ha vunnit över Malmö VS i finalen. De gick igenom både serie- och slutspel utan att förlora någon match.

## Grundserien[2]
| Lag                     | M  | V  | F  | VS | FS | P  |
| ----------------------- | -- | -- | -- | -- | -- | -- |
| Sollentuna VK           | 14 | 14 | 0  | 42 | 3  | 28 |
| Vallentuna VBK          | 14 | 10 | 4  | 34 | 21 | 20 |
| Uppsala Studenters IF   | 14 | 9  | 5  | 33 | 23 | 18 |
| Malmö VS                | 14 | 8  | 6  | 27 | 24 | 16 |
| KFUM Jönköping          | 14 | 6  | 8  | 28 | 32 | 12 |
| KFUM Örebro Volleyboll  | 14 | 4  | 9  | 23 | 34 | 10 |
| KFUK-KFUM:s IA Göteborg | 14 | 3  | 11 | 18 | 38 | 6  |
| KFUM Skellefteå         | 14 | 1  | 13 | 11 | 41 | 2  |

      Kvalificerade för slutspelsserien.
      Nerflyttade till Division 1.

## Slutspelsserien[2]
| Lag                    | M  | V  | F  | VS | FS | P  |
| ---------------------- | -- | -- | -- | -- | -- | -- |
| Sollentuna VK          | 24 | 24 | 0  | 72 | 11 | 48 |
| Uppsala Studenters IF  | 24 | 16 | 8  | 56 | 37 | 32 |
| Vallentuna VBK         | 24 | 14 | 10 | 51 | 42 | 28 |
| Malmö VS               | 24 | 12 | 12 | 45 | 48 | 24 |
| KFUM Jönköping         | 24 | 10 | 14 | 45 | 55 | 20 |
| KFUM Örebro Volleyboll | 24 | 6  | 18 | 36 | 62 | 12 |

      Kvalificerade för slutspel.

## Slutspelet[2]
|  | Semifinaler | Semifinaler | Semifinaler | Semifinaler | Semifinaler | Semifinaler |   |   | Final | Final | Final | Final | Final | Final |  |
|  |             |             |             |             |             |             |   |   |       |       |       |       |       |       |  |
|  | Sollentuna  | 3           | 3           | 3           |             |             |   |   |       |       |       |       |       |       |  |
|  | Sollentuna  | 3           | 3           | 3           |             |             |   |   |       |       |       |       |       |       |  |
|  | Vallentuna  | 0           | 1           | 0           |             |             |   |   |       |       |       |       |       |       |  |
|  | Vallentuna  | 0           | 1           | 0           |             | Sollentuna  | 3 | 3 | 3     |       |       |       |       |       |  |
|  |             |             |             |             |             |             | 3 | 3 | 3     |       |       |       |       |       |  |
|  |             |             | Malmö       | 0           | 1           | 0           |   |   |       |       |       |       |       |       |  |
|  | Uppsala     | 3           | Malmö       | 0           | 1           | 0           | 2 | 1 | 2     |       |       |       |       |       |  |
|  | Uppsala     | 3           |             |             |             |             |   |   |       |       |       |       |       |       |  |
|  | Malmö       | 1           | 3           | 3           | 3           |             |   |   |       |       |       |       |       |       |  |